# العلاقات الأنغولية الأمريكية
العلاقات الأنغولية الأمريكية هي العلاقات الثنائية التي تجمع بين أنغولا والولايات المتحدة.

## مقارنة بين البلدين
هذه مقارنة عامة ومرجعية للدولتين:
| وجه المقارنة                                              | أنغولا           | الولايات المتحدة                                                                                                  |
| --------------------------------------------------------- | ---------------- | --- |
| المساحة (كم2)                                             | 1.25 مليون       | 9.83 مليون |
| عدد السكان (نسمة)                                         | 29.78 مليون      | 311.58 مليون |
| الكثافة السكانية (ن./كم²)                                 | 23.82            | 31.7 |
| العاصمة                                                   | لواندا           | واشنطن العاصمة |
| اللغة الرسمية                                             | اللغة البرتغالية | لغة إنجليزية |
| العملة                                                    | كوانزا أنغولي    | دولار أمريكي |
| الناتج المحلي الإجمالي (بليون دولار)                      | 124.21 مليار     | 19.39 تريليون |
| الناتج المحلي الإجمالي (تعادل القوة الشرائية) بليون دولار | 184.83 مليار     | 18.04 تريليون |
| الناتج المحلي الإجمالي الاسمي للفرد دولار أمريكي          | 4.10 ألف         | 56.12 ألف |
| الناتج المحلي الإجمالي للفرد دولار أمريكي                 |                  | 54.63 ألف |
| مؤشر التنمية البشرية                                      | 0.533            | 0.920 |
| رمز المكالمات الدولي                                      | +244             | +1 |
| رمز الإنترنت                                              | .ao              | .us، حكومة، .mil، Edu.                                                                                            |
| المنطقة الزمنية                                           | ت ع م+01:00      | توقيت ساموا الأمريكية، توقيت أطلنطي موحد، منطقة زمنية وسطى، توقيت ألاسكا ‏، المنطقة الزمنية الجبلية، توقيت تشامرو ‏ |

## مدن متوأمة
في ما يلي قائمة باتفاقيات التوأمة بين مدن أنغولية وأمريكية:
- ترتبط لواندا مع هيوستن باتفاقية توأمة.

## منظمات دولية مشتركة
يشترك البلدان في عضوية مجموعة من المنظمات الدولية، منها:
| علم المنظمة | اسم المنظمة                        | تاريخ انضمام أنغولا | تاريخ انضمام الولايات المتحدة |
| ----------- | ---------------------------------- | ------------------- | ----------------------------- |
|             | مؤسسة التنمية الدولية              | 19 سبتمبر 1989      | 24 سبتمبر 1960                |
|             | الاتحاد الدولي للاتصالات           | 13 أكتوبر 1976      | 1 يوليو 1908                  |
|             | مؤسسة التمويل الدولية              | 19 سبتمبر 1989      | 20 يوليو 1956                 |
|             | منظمة الشرطة الجنائية الدولية      | ?                   | ?                             |
|             | الأمم المتحدة                      | 1 ديسمبر 1976       | 24 أكتوبر 1945                |
|             | وكالة ضمان الاستثمار متعدد الأطراف | 19 سبتمبر 1989      | 12 أبريل 1988                 |
|             | البنك الدولي للإنشاء والتعمير      | 19 سبتمبر 1989      | 27 ديسمبر 1945                |
|             | البنك الإفريقي للتنمية             | ?                   | ?                             |
|             | منظمة التجارة العالمية             | ?                   | ?                             |
|             | منظمة حظر الأسلحة الكيميائية       | ?                   | ?                             |
|             | الاتحاد البريدي العالمي            | ?                   | ?                             |
|             | يونسكو                             | 11 مارس 1977        | 4 نوفمبر 1946                 |

## أعلام
هذه قائمة لبعض الشخصيات التي تربطها علاقات بالبلدين:
- أيزيا واشنطن (3 أغسطس 1963[23] – )
- انتوني جونسون (1600 – 1670)
- روبرتو فورتيس (لاعب كرة سلة أمريكي، 9 نوفمبر 1984 – )
- كريس تاكر (31 أغسطس 1971[24] – )
- مادلين بايلي (مغنية أمريكية، 2 سبتمبر 1992 – )
- هوغو فيريرا (موسيقي أمريكي، 7 مارس 1974 – )

## وصلات خارجية
- موقع وزارة الخارجية الأنغولية
- موقع وزارة الخارجية الأمريكية